# Оскар (кинопремия, 1978)
50-я церемония вручения наград премии «Оскар» за заслуги в области кинематографа за 1977 год состоялась 3 апреля 1978 года в Dorothy Chandler Pavilion (Лос-Анджелес, Калифорния).

## Фильмы, получившие несколько номинаций
| Фильм                                        | номинации | победы |
| -------------------------------------------- | --------- | ------ |
| • Джулия                                     | 11        | 3      |
| • Поворотный пункт                           | 11        | —      |
| • Звёздные войны. Эпизод IV: Новая надежда   | 10        | 6 + 1  |
| • Близкие контакты третьей степени           | 8         | 1 + 1  |
| • Энни Холл                                  | 5         | 4      |
| • До свидания, дорогая                       | 5         | 1      |
| • Эквус                                      | 3         | —      |
| • Шпион, который меня любил                  | 3         | —      |
| • Маленькая серенада / A Little Night Music  | 2         | 1      |
| • Необычный день                             | 2         | —      |
| • В поисках мистера Гудбара                  | 2         | —      |
| • Этот смутный объект желания                | 2         | —      |
| • Дракон Пита                                | 2         | —      |
| • Туфелька и роза / The Slipper and the Rose | 2         | —      |
| • Аэропорт ’77                               | 2         | —      |

## Список лауреатов и номинантов
★ Победители выделены отдельным цветом. 

### Основные категории
| Категории                         | Лауреаты и номинанты                                                                                                | Лауреаты и номинанты                                                                  |
| --------------------------------- | --- | ------------------------------------------------------------------------------------- |
| Лучший фильм                      | ★ Энни Холл / Annie Hall (продюсер: Чарльз Х. Джофф)                                                                | ★ Энни Холл / Annie Hall (продюсер: Чарльз Х. Джофф)                                  |
| Лучший фильм                      | • До свидания, дорогая / The Goodbye Girl (продюсер: Рэй Старк)                                                     |                                                                                       |
| Лучший фильм                      | • Джулия / Julia (продюсер: Ричард Рот)                                                                             |                                                                                       |
| Лучший фильм                      | • Звёздные войны. Эпизод IV: Новая надежда / Star Wars (продюсер: Гари Кёртц)                                       |                                                                                       |
| Лучший фильм                      | • Поворотный пункт / The Turning Point (продюсеры: Герберт Росс и Артур Лорентс)                                    |                                                                                       |
| Лучший режиссёр                   | Вуди Аллен | ★ Вуди Аллен за фильм «Энни Холл»                                                     |
| Лучший режиссёр                   | Вуди Аллен | • Стивен Спилберг — «Близкие контакты третьей степени»                                |
| Лучший режиссёр                   | Вуди Аллен | • Фред Циннеман — «Джулия»                                                            |
| Лучший режиссёр                   | Вуди Аллен | • Джордж Лукас — «Звёздные войны. Эпизод IV: Новая надежда»                           |
| Лучший режиссёр                   | Вуди Аллен | • Герберт Росс — «Поворотный пункт»                                                   |
| Лучшая мужская роль               | Ричард Дрейфус | ★ Ричард Дрейфус — «До свидания, дорогая» (за роль Эллиота Гарфилда)                  |
| Лучшая мужская роль               | Ричард Дрейфус | • Вуди Аллен — «Энни Холл» (за роль Элви Сингера)                                     |
| Лучшая мужская роль               | Ричард Дрейфус | • Ричард Бёртон — «Эквус» (за роль Мартина Дайсарта)                                  |
| Лучшая мужская роль               | Ричард Дрейфус | • Марчелло Мастроянни — «Необычный день» (за роль Габриэле)                           |
| Лучшая мужская роль               | Ричард Дрейфус | • Джон Траволта — «Лихорадка субботнего вечера» (за роль Тони Манеро)                 |
| Лучшая женская роль               | Дайан Китон | ★ Дайан Китон — «Энни Холл» (за роль Энни Холл)                                       |
| Лучшая женская роль               | Дайан Китон | • Энн Бэнкрофт — «Поворотный пункт» (за роль Эммы Джеклин)                            |
| Лучшая женская роль               | Дайан Китон | • Джейн Фонда — «Джулия» (за роль Лилиан Хеллман)                                     |
| Лучшая женская роль               | Дайан Китон | • Ширли Маклейн — «Поворотный пункт» (за роль Диди Роджерс)                           |
| Лучшая женская роль               | Дайан Китон | • Марша Мейсон — «До свидания, дорогая» (за роль Полы МакФадден)                      |
| Лучшая мужская роль второго плана | Джейсон Робардс | ★ Джейсон Робардс — «Джулия» (за роль Дэшилла Хэммета)                                |
| Лучшая мужская роль второго плана | Джейсон Робардс | • Михаил Барышников — «Поворотный пункт» (за роль Юрия Копейкина)                     |
| Лучшая мужская роль второго плана | Джейсон Робардс | • Питер Фёрт — «Эквус» (за роль Алана Стрэнга)                                        |
| Лучшая мужская роль второго плана | Джейсон Робардс | • Алек Гиннесс — «Звёздные войны. Эпизод IV: Новая надежда» (за роль Оби-Вана Кеноби) |
| Лучшая мужская роль второго плана | Джейсон Робардс | • Максимилиан Шелл — «Джулия» (за роль Йоханна)                                       |
| Лучшая женская роль второго плана | Ванесса Редгрейв | ★ Ванесса Редгрейв — «Джулия» (за роль Джулии)                                        |
| Лучшая женская роль второго плана | Ванесса Редгрейв | • Лесли Браун — «Поворотный пункт» (за роль Эмилии Роджерс)                           |
| Лучшая женская роль второго плана | Ванесса Редгрейв | • Куинн Каммингс — «До свидания, дорогая» (за роль Люси МакФадден)                    |
| Лучшая женская роль второго плана | Ванесса Редгрейв | • Мелинда Диллон — «Близкие контакты третьей степени» (за роль Джиллиан Гуилер)       |
| Лучшая женская роль второго плана | Ванесса Редгрейв | • Тьюсдей Уэлд — «В поисках мистера Гудбара» (за роль Кэтрин)                         |
| Лучший оригинальный сценарий      | Вуди Аллен | ★ Вуди Аллен и Маршалл Брикмен — «Энни Холл»                                          |
| Лучший оригинальный сценарий      | Вуди Аллен | • Нил Саймон — «До свидания, дорогая»                                                 |
| Лучший оригинальный сценарий      | Вуди Аллен | • Роберт Бентон — «Позднее шоу»                                                       |
| Лучший оригинальный сценарий      | Вуди Аллен | • Джордж Лукас — «Звёздные войны. Эпизод IV: Новая надежда»                           |
| Лучший оригинальный сценарий      | Вуди Аллен | • Артур Лорентс — «Поворотный пункт»                                                  |
| Лучший адаптированный сценарий    | ★ Элвин Сарджент — «Джулия» (по роману Лилиан Хеллман «Pentimento»)                                                 | ★ Элвин Сарджент — «Джулия» (по роману Лилиан Хеллман «Pentimento»)                   |
| Лучший адаптированный сценарий    | • Питер Шаффер — «Эквус» (по одноимённой пьесе автора)                                                              |                                                                                       |
| Лучший адаптированный сценарий    | • Гэвин Ламберт и Льюис Джон Карлино — «Я никогда не обещала вам розового сада» (по одноимённому роману Ханны Грин) |                                                                                       |
| Лучший адаптированный сценарий    | • Ларри Гелбарт — «О Боже!» (по одноимённому роману Эйвери Кормэна)                                                 |                                                                                       |
| Лучший адаптированный сценарий    | • Луис Буньюэль и Жан-Клод Каррьер — «Этот смутный объект желания» (по роману Пьера Луиса «La femme et le pantin»)  |                                                                                       |
| Лучший фильм на иностранном языке | ★ Вся жизнь впереди / La Vie devant soi (Франция) реж. Моше Мизрахи                                                 | ★ Вся жизнь впереди / La Vie devant soi (Франция) реж. Моше Мизрахи                   |
| Лучший фильм на иностранном языке | • Ифигения / Ιφιγένεια (Греция) реж. Михалис Какояннис                                                              |                                                                                       |
| Лучший фильм на иностранном языке | • Операция «Йонатан» / מבצע יונתן (Израиль) реж. Менахем Голан                                                      |                                                                                       |
| Лучший фильм на иностранном языке | • Необычный день / Una giornata particolare (Италия) реж. Этторе Скола                                              |                                                                                       |
| Лучший фильм на иностранном языке | • Этот смутный объект желания / фр. Cet obscur objet du désir (Испания) реж. Луис Буньюэль                          |                                                                                       |

### Другие категории
| Категории                                                 | Лауреаты и номинанты | Лауреаты и номинанты | Лауреаты и номинанты |
| --------------------------------------------------------- | --- | --- | -------------------- |
| Лучшая музыка: Оригинальный саундтрек                     | Джон Уильямс | ★ Джон Уильямс — «Звёздные войны. Эпизод IV: Новая надежда» |                      |
| Лучшая музыка: Оригинальный саундтрек                     | Джон Уильямс | • Джон Уильямс — «Близкие контакты третьей степени» |                      |
| Лучшая музыка: Оригинальный саундтрек                     | Джон Уильямс | • Жорж Делерю — «Джулия» |                      |
| Лучшая музыка: Оригинальный саундтрек                     | Джон Уильямс | • Морис Жарр — «Мухаммад — посланник Бога» |                      |
| Лучшая музыка: Оригинальный саундтрек                     | Джон Уильямс | • Марвин Хэмлиш — «Шпион, который меня любил» |                      |
| Лучшая музыка: Запись песен к фильму, адаптация партитуры | ★ Джонатан Туник (адаптация партитуры) — «Маленькая серенада» | ★ Джонатан Туник (адаптация партитуры) — «Маленькая серенада» |                      |
| Лучшая музыка: Запись песен к фильму, адаптация партитуры | • Эл Кэша, Джоэл Хёршхорн (запись песен), Ирвин Костал (адаптация партитуры) — «Дракон Пита»                                                                       | |                      |
| Лучшая музыка: Запись песен к фильму, адаптация партитуры | • Ричард М. Шерман, Роберт Б. Шерман (запись песен), Анджела Морли (адаптация партитуры) — «Туфелька и роза»                                                       | |                      |
| Лучшая песня к фильму                                     | ★ You Light Up My Life — «Ты осветила жизнь мою» — музыка и слова: Джозеф Брукс                                                                                    | ★ You Light Up My Life — «Ты осветила жизнь мою» — музыка и слова: Джозеф Брукс                                                                                    |                      |
| Лучшая песня к фильму                                     | • Candle on the Water — «Дракон Пита» — музыка и слова: Эл Кэша, Джоэл Хёршхорн                                                                                    | |                      |
| Лучшая песня к фильму                                     | • Nobody Does It Better — «Шпион, который меня любил» — музыка: Марвин Хэмлиш, слова: Кэрол Байер Сейджер                                                          | |                      |
| Лучшая песня к фильму                                     | • The Slipper and the Rose Waltz (He Danced with Me/She Danced with Me) — «Туфелька и роза» — музыка и слова: Ричард М. Шерман, Роберт Б. Шерман                   | |                      |
| Лучшая песня к фильму                                     | • Someone’s Waiting for You — «Спасатели» — музыка: Сэмми Фэйн, слова: Кэрол Коннорс, Айн Роббинс                                                                  | |                      |
| Лучший монтаж                                             | ★ Пол Хирш, Марсия Лукас, Ричард Чю — «Звёздные войны. Эпизод IV: Новая надежда»                                                                                   | ★ Пол Хирш, Марсия Лукас, Ричард Чю — «Звёздные войны. Эпизод IV: Новая надежда»                                                                                   |                      |
| Лучший монтаж                                             | • Майкл Кан — «Близкие контакты третьей степени» | |                      |
| Лучший монтаж                                             | • Уолтер Мёрч — «Джулия» | |                      |
| Лучший монтаж                                             | • Уолтер Ханнеманн, Анджело Росс — «Полицейский и бандит» | |                      |
| Лучший монтаж                                             | • Уильям Рейнольдс — «Поворотный пункт» | |                      |
| Лучшая операторская работа                                | Вилмош Жигмонд | ★ Вилмош Жигмонд — «Близкие контакты третьей степени» |                      |
| Лучшая операторская работа                                | Вилмош Жигмонд | • Фред Дж. Конекэмп — «Острова в океане» |                      |
| Лучшая операторская работа                                | Вилмош Жигмонд | • Дуглас Слокомб — «Джулия» |                      |
| Лучшая операторская работа                                | Вилмош Жигмонд | • Уильям Э. Фрейкер — «В поисках мистера Гудбара» |                      |
| Лучшая операторская работа                                | Вилмош Жигмонд | • Роберт Л. Сёртис — «Поворотный пункт» |                      |
| Лучшая работа художника                                   | ★ Джон Бэрри, Норман Рейнольдс, Лесли Дилли (постановщики), Роджер Кристиан (декоратор) — «Звёздные войны. Эпизод IV: Новая надежда»                               | ★ Джон Бэрри, Норман Рейнольдс, Лесли Дилли (постановщики), Роджер Кристиан (декоратор) — «Звёздные войны. Эпизод IV: Новая надежда»                               |                      |
| Лучшая работа художника                                   | • Джордж С. Уэбб (постановщик), Мики С. Майклс (декоратор) — «Аэропорт ’77»                                                                                        | |                      |
| Лучшая работа художника                                   | • Джо Элвс, Дэниэл А. Ломино (постановщики), Фил Абрамсон (декоратор) — «Близкие контакты третьей степени»                                                         | |                      |
| Лучшая работа художника                                   | • Кен Адам, Питер Ламонт (постановщики), Хью Скейф (декоратор) — «Шпион, который меня любил»                                                                       | |                      |
| Лучшая работа художника                                   | • Альберт Бреннер (постановщик), Марвин Марч (декоратор) — «Поворотный пункт»                                                                                      | |                      |
| Лучший дизайн костюмов                                    | ★ Джон Молло — «Звёздные войны. Эпизод IV: Новая надежда» | ★ Джон Молло — «Звёздные войны. Эпизод IV: Новая надежда» |                      |
| Лучший дизайн костюмов                                    | • Эдит Хэд и Бёртон Миллер — «Аэропорт ’77» | |                      |
| Лучший дизайн костюмов                                    | • Антея Силберт — «Джулия» | |                      |
| Лучший дизайн костюмов                                    | • Флоренс Клотц — «Маленькая серенада» | |                      |
| Лучший дизайн костюмов                                    | • Ирен Шарафф — «Обратная сторона полуночи» | |                      |
| Лучший звук                                               | ★ Дон МакДугалл, Рэй Уэст, Боб Минклер, Дерек Болл — «Звёздные войны. Эпизод IV: Новая надежда»                                                                    | ★ Дон МакДугалл, Рэй Уэст, Боб Минклер, Дерек Болл — «Звёздные войны. Эпизод IV: Новая надежда»                                                                    |                      |
| Лучший звук                                               | • Роберт Кнадсон, Роберт Гласс, Дон МакДугалл, Джин С. Кантамесса — «Близкие контакты третьей степени»                                                             | |                      |
| Лучший звук                                               | • Уолтер Госс, Дик Александр, Том Бекерт, Робин Грегори — «Бездна»                                                                                                 | |                      |
| Лучший звук                                               | • Роберт Кнадсон, Роберт Гласс, Ричард Тайлер, Jean-Louis Ducarme — «Колдун»                                                                                       | |                      |
| Лучший звук                                               | • Теодор Содерберг, Пол Уэллс, Дуглас О. Уильямс, Jerry Jost — «Поворотный пункт»                                                                                  | |                      |
| Лучшие визуальные эффекты                                 | ★ Джон Стеарс, Джон Дайкстра, Ричард Эдланд, Грант МакКьюн, Роберт Блалак — «Звёздные войны. Эпизод IV: Новая надежда»                                             | ★ Джон Стеарс, Джон Дайкстра, Ричард Эдланд, Грант МакКьюн, Роберт Блалак — «Звёздные войны. Эпизод IV: Новая надежда»                                             |                      |
| Лучшие визуальные эффекты                                 | • Рой Арбогаст, Дуглас Трамбулл, Мэттью Юричич, Грегори Джейн, Ричард Юричич — «Близкие контакты третьей степени»                                                  | |                      |
| Лучший документальный полнометражный фильм                | ★ Кто такие Де Болты? И где они взяли 19 детей? / Who Are the DeBolts? And Where Did They Get Nineteen Kids? (продюсеры: Джон Корти, Дэн МакКанн и Уоррен Локхарт) | ★ Кто такие Де Болты? И где они взяли 19 детей? / Who Are the DeBolts? And Where Did They Get Nineteen Kids? (продюсеры: Джон Корти, Дэн МакКанн и Уоррен Локхарт) |                      |
| Лучший документальный полнометражный фильм                | • Дети Театральной улицы / The Children of Theatre Street (продюсеры: Роберт Дорнхельм и Эрл Мак)                                                                  | |                      |
| Лучший документальный полнометражный фильм                | • High Grass Circus / High Grass Circus (продюсеры: Билл Брайнд, Torben Schioler и Tony Ianzelo)                                                                   | |                      |
| Лучший документальный полнометражный фильм                | • Homage to Chagall: The Colours of Love / Homage to Chagall: The Colours of Love (продюсер: Гарри Раски)                                                          | |                      |
| Лучший документальный полнометражный фильм                | • Union Maids / Union Maids (продюсеры: Джим Клейн, Джулия Ричерт и Miles Mogulescu)                                                                               | |                      |
| Лучший документальный короткометражный фильм              | ★ Гравитация — мой враг / Gravity Is My Enemy (продюсеры: Джон Джозеф и Jan Stussy)                                                                                | ★ Гравитация — мой враг / Gravity Is My Enemy (продюсеры: Джон Джозеф и Jan Stussy)                                                                                |                      |
| Лучший документальный короткометражный фильм              | • Agueda Martinez: Our People, Our Country / Agueda Martinez: Our People, Our Country (продюсер: Моктесума Эспарза)                                                | |                      |
| Лучший документальный короткометражный фильм              | • Первое издание / First Edition (продюсеры: Хелен Уитни и Девитт Л. Сэйдж мл.)                                                                                    | |                      |
| Лучший документальный короткометражный фильм              | • Of Time, Tombs and Treasures / Of Time, Tombs and Treasures (продюсеры: Джеймс Р. Мессенджер и Пол Раймонди)                                                     | |                      |
| Лучший документальный короткометражный фильм              | • Шетланд / The Shetland Experience (продюсер: Дуглас Гордон) | |                      |
| Лучший игровой короткометражный фильм                     | ★ Я обрету путь / I’ll Find a Way (продюсеры: Беверли Шаффер и Юки Йошида)                                                                                         | ★ Я обрету путь / I’ll Find a Way (продюсеры: Беверли Шаффер и Юки Йошида)                                                                                         |                      |
| Лучший игровой короткометражный фильм                     | • Рассеянный официант / The Absent-Minded Waiter (продюсер: Уильям Э. МакЮэн)                                                                                      | |                      |
| Лучший игровой короткометражный фильм                     | • / Floating Free (продюсер: Джерри Баттс) | |                      |
| Лучший игровой короткометражный фильм                     | • Заметки о народных искусствах / Notes on the Popular Arts (продюсер: Сол Басс)                                                                                   | |                      |
| Лучший игровой короткометражный фильм                     | • / Spaceborne (продюсер: Филип Даубер) | |                      |
| Лучший анимационный короткометражный фильм                | ★ Замок на песке / Le château de sable (продюсер: Ко Хоедеман) | ★ Замок на песке / Le château de sable (продюсер: Ко Хоедеман) |                      |
| Лучший анимационный короткометражный фильм                | • Игра в бисер / The Bead Game / Histoire de perles (продюсер: Ишу Патель)                                                                                         | |                      |
| Лучший анимационный короткометражный фильм                | • Спецблюдо от Дунсбери / A Doonesbury Special (продюсеры: Джон Хабли (посмертно), Фэйт Хабли и Гарри Трюдо)                                                       | |                      |
| Лучший анимационный короткометражный фильм                | • / Jimmy the C (продюсеры: Джимми Пикер, Роберт Гроссман и Крэйг Уайтакер)                                                                                        | |                      |

### Специальные награды
| Награда                                                         | Лауреаты |
| --------------------------------------------------------------- | --- |
| Премия за особые достижения                                     | ★ Бен Бёртт — «Звёздные войны. Эпизод IV: Новая надежда» — (за создание голосов и звуков инопланетян, чудовищ и роботов)                                                    |
| Премия за особые достижения                                     | ★ Фрэнк Э. Уорнер — «Близкие контакты третьей степени» — (за монтаж звуковых эффектов)                                                                                      |
| Премия за выдающиеся заслуги в кинематографе (Почётный «Оскар») | ★ Маргарет Бут — за исключительный вклад в искусство киномонтажа в масштабах всемирной киноиндустрии.                                                                       |
| Награда имени Ирвинга Тальберга                                 | ★ Уолтер Мириш |
| Награда имени Джина Хершолта                                    | ★ Чарлтон Хестон |
| Medal of Commendation                                           | ★ Гордон Сойер и Сидни П. Солоу — в знак признательности за выдающиеся заслуги и преданность в отстаивании высоких стандартов Академии кинематографических искусств и наук. |

## Научно-технические награды
| Категории | Лауреаты |
| --------- | --- |
| Class I   | • Гарретт Браун и технические сотрудники компании Cinema Products Corp., возглавляемые Джоном Юргенсом — за изобретение и усовершенствование «Steadicam» – системы стабилизации съёмочной камеры.                                                                |
| Class II  | • Джозеф Д. Келли, Эмори М. Коэн, Барри К. Хенли, Хэммонд Х. Холт, Джон Агалсофф старший (Glen Glenn Sound) — за концепцию и разработку системы обработки звука для кинофильмов.                                                                                 |
| Class II  | • Panavision, Inc. — за концепцию и разработку усовершенствований, включенных в кинокамеру Panaflex. |
| Class II  | • Пол Кенуорси, Уильям Р. Латади — за изобретение и разработку системы Kenworthy Snorkel Camera System для киносъемки. |
| Class II  | • Джон Дайкстра, Алва Дж. Миллер, Джерри Джеффресс — за разработку камеры Dykstraflex (Dykstra) и разработку электронной системы управления движением (Miller/Jeffress), совместно используемую для видеосъемки с визуальными эффектами многократной экспозиции. |
| Class II  | • Eastman Kodak Co. — за разработку и внедрение новой дублирующей пленки для кино. |
| Class II  | • Стефан Кудельски (Nagra Magnetic Recorders, Inc.) — за разработку усовершенствований, включенных в звукозаписывающее устройство Nagra 4.2L для кинопроизводства.                                                                                               |
| Class III | • Эрнст Ф. Неттман (Astrovision Division of Continental Camera Systems, Inc.) — за разработку системы аэрофотосъемки Snorkel. |
| Class III | • EECO (Electronic Engineering Co. of California) — за разработку метода блокировки пленочных и ленточных носителей без звездочек, используемых в кинопроизводстве.                                                                                              |
| Class III | • Бернхард Куль, Вернер Блок (OSRAM GmbH) — за разработку высокоэффективной газоразрядной лампы HMI для освещения кинофильмов. |
| Class III | • Panavision, Inc. — за дизайн Panalite – системы управляемого света для киносъемки, устанавливаемого на камеру. |
| Class III | • Panavision, Inc. — за разработку редуктора Panahead для кинокамер. |
| Class III | • Piclear, Inc. — за создание и разработку приставки к кинопроекторам для улучшения качества изображения на экране. |